# Crotalaria nana
Crotalaria nana är en ärtväxtart som beskrevs av Nicolaas Laurens Nicolaus Laurent Burman. Crotalaria nana ingår i släktet sunnhampor, och familjen ärtväxter.

## Underarter
Arten delas in i följande underarter:
- C. n. nana
- C. n. patula

## Bildgalleri

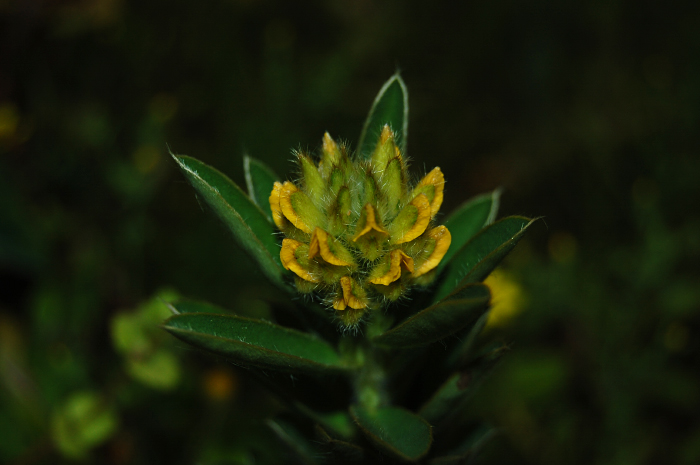